# Valenciennea randalli
Valenciennea randalli är en fiskart som beskrevs av Douglass Fielding Hoese och Larson, 1994. Valenciennea randalli ingår i släktet Valenciennea och familjen smörbultsfiskar. Inga underarter finns listade i Catalogue of Life.